# San Cebrián de Mazote

Localização de San Cebrián de Mazote

San Cebrián de Mazote é um município da Espanha na província de Valladolid, comunidade autónoma de Castela e Leão, de área 35,43 km² com população de 182 habitantes (2007) e densidade populacional de 5,64 hab/km².

## Demografia
| Variação demográfica do município entre 1991 e 2004 | Variação demográfica do município entre 1991 e 2004 | Variação demográfica do município entre 1991 e 2004 | Variação demográfica do município entre 1991 e 2004 |
| --------------------------------------------------- | --------------------------------------------------- | --------------------------------------------------- | --------------------------------------------------- |
| 1991                                                | 1996                                                | 2001                                                | 2004                                                |
| 264                                                 | 247                                                 | 206                                                 | 200                                                 |